# Ernst Friedrich Krafft

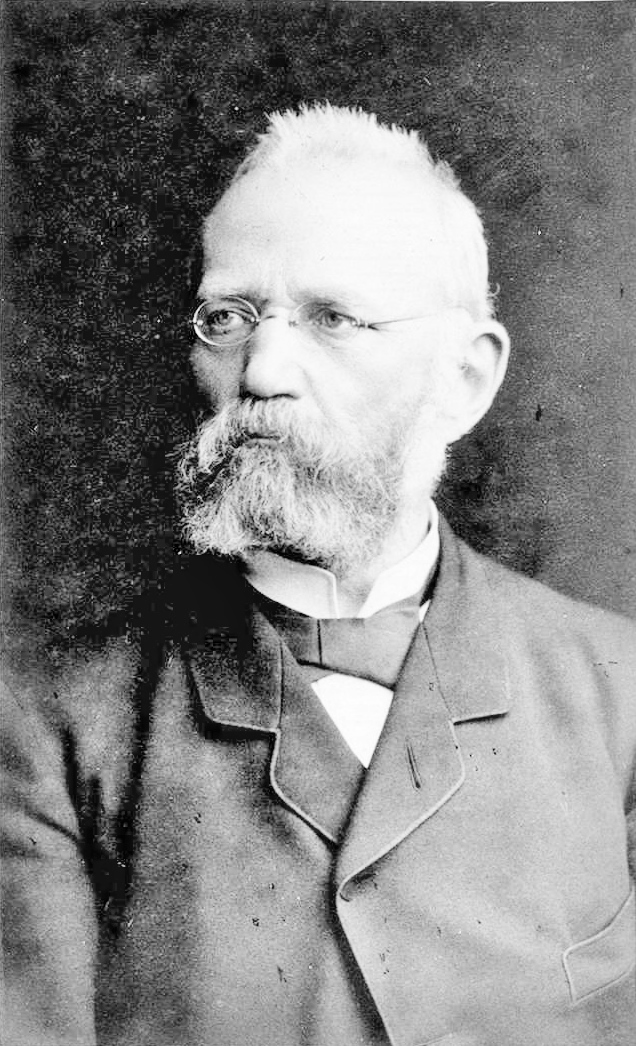
Ernst Friedrich Krafft

Ernst Friedrich Krafft (* 18. Mai 1823 in Auggen; † 11. Juli 1898 in St. Blasien) war ein deutscher Unternehmer und Politiker.

## Leben
Krafft studierte an der Ruprecht-Karls-Universität Heidelberg. 1842 gehörte er zu den ersten Mitgliedern des dritten Corps Palatia Heidelberg.
1851 heiratete er die Tochter von Carl Wilhelm Grether, der im folgenden Jahr die Baumwollspinnerei St. Blasien ersteigerte und Krafft als Betriebsleiter einsetzte. Er wurde zum Geheimen Kommerzienrat ernannt. 1857 siedelte er nach St. Blasien über, um die Spinnerei in Gebäudeteilen der ehemaligen Benediktinerabtei wirtschaftlich zu stabilisieren – und das über die Brandkatastrophe 1874 hinaus.
1878 bis 1881 und 1884 bis 1890 war er Mitglied des Reichstages für die Nationalliberale Partei. Ebenso gehörte er von 1883 bis 1890 der Zweiten Kammer der Badischen Ständeversammlung an. Von 1893 bis 1894 war er Mitglied der Ersten Kammer des Großherzogtums Baden.
Seine Tochter Anna (1856–1944) heiratete 1878 den Kaufmann Camyll Kym († 1884) und wohnte dann im Palais ihres Großvaters in Schopfheim, wo sie 1921 zur Ehrenbürgerin ernannt wurde.
Von seinem Schwiegervater erbte er die Spinnerei St. Blasien, die sein Sohn und seine Enkel bis zur Weltwirtschaftskrise im Jahr 1933 betrieben. Der Ingenieur Fritz Krafft führte von 1923 bis 1926 in den Kellerräumen von St. Blasien und im benachbarten Häusern zusammen mit den jungen Physikern Wolfgang Schwartz, Erich Zepler und dessen späterer Schwager Gotthard Fischer die Studiengesellschaft und Rundfunkgeräte-Fabrik Audion-Krafft, die unter anderem Hörschärfemeßgeräte, etwa das Otoaudion, produzierte.
Der Fabrikant Ernst Friedrich Krafft ist der erste Ehrenbürger St. Blasiens.